# 鳳林郡
鳳林郡為台灣日治時期1937年至1945年間，花蓮港廳下的的行政區劃之一，北側為花蓮郡，南側為玉里郡。郡役所設於鳳林街，鳳林郡管轄鳳林街、瑞穗、新社及不設街庄的蕃地。鳳林郡前身為1928年於花蓮港廳增設的鳳林支廳，在改支廳為郡時，將原新社區北側的水璉（今 壽豐鄉鹽寮村、水璉村，及豐濱鄉磯崎村北端）劃屬花蓮郡。轄域即今花蓮縣鳳林鎮（不含林榮里北側）、光復鄉、瑞穗鄉、豐濱鄉（不含磯崎村北端）、萬榮鄉以及部分壽豐鄉。

## 人口統計
| 街名   | 面積 (km²) | 人口 (人) | 人口 (人) | 人口 (人) | 人口 (人) | 人口 (人) | 人口 (人) | 人口密度 (人/km²) |
| 街名   | 面積 (km²) | 本籍      | 本籍      | 本籍      | 國籍      | 國籍      | 計        | 人口密度 (人/km²) |
| 街名   | 面積 (km²) | 臺灣      | 內地      | 朝鮮      | 中華民國  | 其他外國  | 計        | 人口密度 (人/km²) |
| ------ | ---------- | --------- | --------- | --------- | --------- | --------- | --------- | ----------------- |
| 鳳林街 | 212.6681   | 22,962    | 2,216     | 0         | 321       | 0         | 25,499    | 120               |
| 瑞穗   | 190.5462   | 13,751    | 539       | 1         | 159       | 0         | 14,450    | 76                |
| 新社   | 164.3864   | 3,164     | 28        | 0         | 5         | 0         | 3,197     | 19                |
| 蕃地   | 628.4910   | 4,773     | 291       | 0         | 21        | 0         | 5,085     | 8                 |
| 鳳林郡 | 1,196.0917 | 44,650    | 3,074     | 1         | 506       | 0         | 48,231    | 40                |

## 歷任郡守
| 任次 | 肖像 | 姓名 (生–卒)         | 在任時間       | 在任時間       | 備註 |
| ---- | ---- | -------------------- | -------------- | -------------- | ---- |
| 1    |      | 大塚國一郎 (？–？)   | 1937年10月1日  | 1939年12月27日 |      |
| 2    |      | 五十嵐重藏 (1886–？) | 1939年12月27日 | 1943年3月30日  |      |
| 3    |      | 江口芳松 (？–？)     | 1943年3月30日  | 1944年5月9日   |      |
| 4    |      | 新井勝藏 (？–？)     | 1944年5月9日   | 1945年10月25日 |      |

### 附註
1. ↑  原臺南州知事官房文書課長。
2. ↑  改任高雄州鳳山郡守。
3. ↑  原玉里郡警察課長。
4. ↑  原殖產局農務課屬兼國土局總務課屬。
5. ↑  改任海軍司政官。
6. ↑  原總督官房文書課屬。

## 行政機關

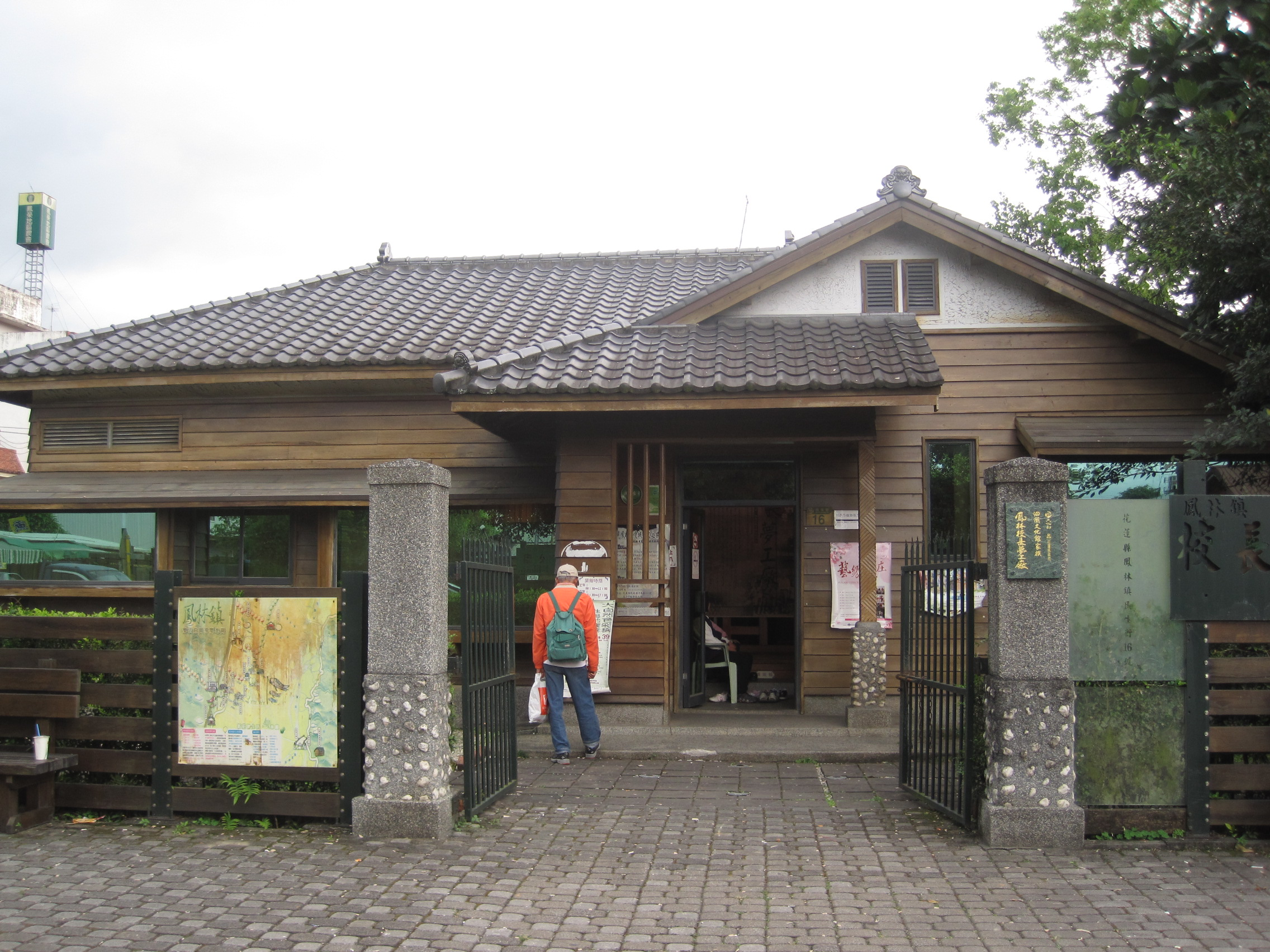
鳳林校長夢工廠，原鳳林支廳長官官舍

- 鳳林郡役所
- 鳳林庄役場
- 瑞穗庄役場
- 新社庄役場
- 鳳林郵便局
- 上大和郵局
- 花蓮港廳農會鳳林支會
- 殖產局東部蔗苗養成所（位於林田村）
- 專賣局花蓮港支局瑞穗樟腦收納倉庫
- 林田山事業區
- 太巴塱事業區[3]

## 名勝舊跡

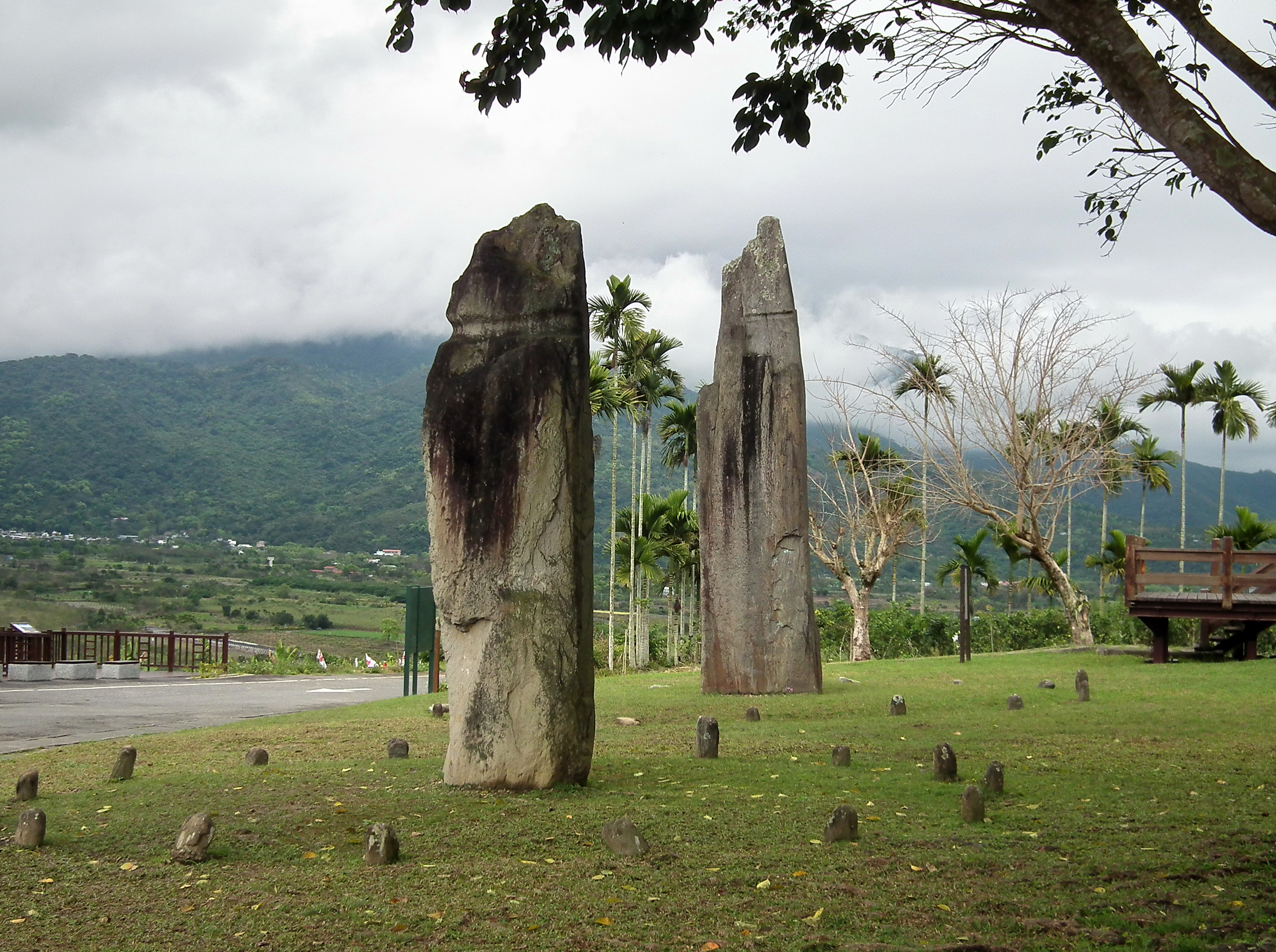
掃叭石柱

- 阿美族保存家屋
- 掃叭石柱
- 瑞穗溫泉

## 教育

#### 小學校
- 鳳林尋常高等小學校
- 林田尋常高等小學校（今 鳳林鎮大榮國小）
- 上大和尋常高等小學校（今 光復鄉上進國小）
- 瑞穗尋常高等小學校（今 瑞穗鄉瑞瑞國小）

#### 公學校
- 鳳林公學校（今 鳳林鎮鳳林國小）
- 富田公學校（今 鳳林鎮太巴塱國小）
- 上大和公學校（今 光復鄉光復國小）
- 北林公學校（今 鳳林鎮南平國小）
- 萬里公學校（今 鳳林鎮長橋國小）
- 瑞穗公學校（今 瑞穗鄉瑞美國小）
- 白川公學校（今 瑞穗鄉富源國小）
- 奇美公學校（今 瑞穗鄉奇美國小）
- 豐濱公學校（今 豐濱鄉豐濱國小）
- 大港口公學校[4]（今 豐濱鄉大港口國小）

## 劇場
- 鳳林劇場
- 共樂座
- 共榮座[5]

## 產業

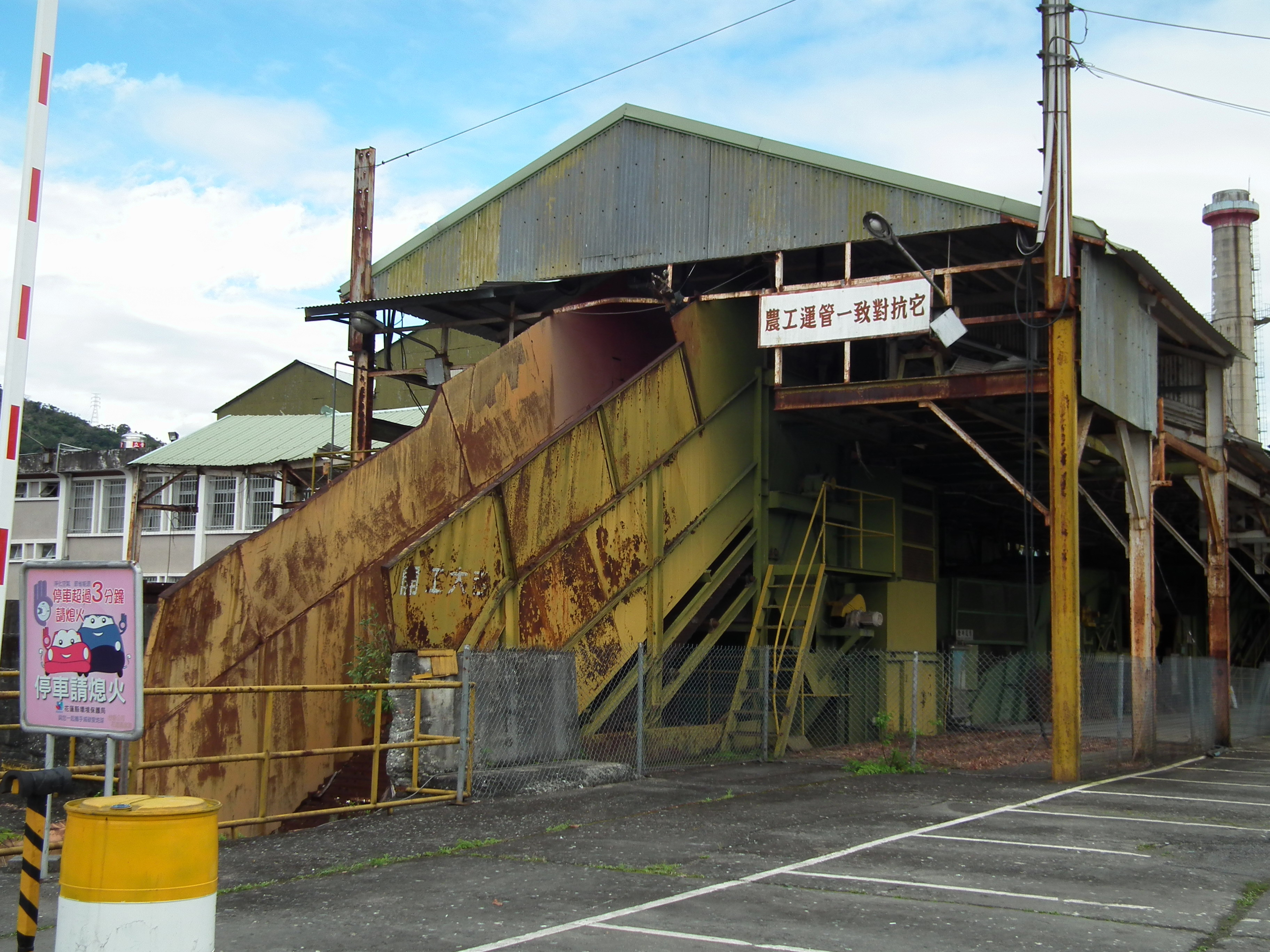
花蓮光復糖廠

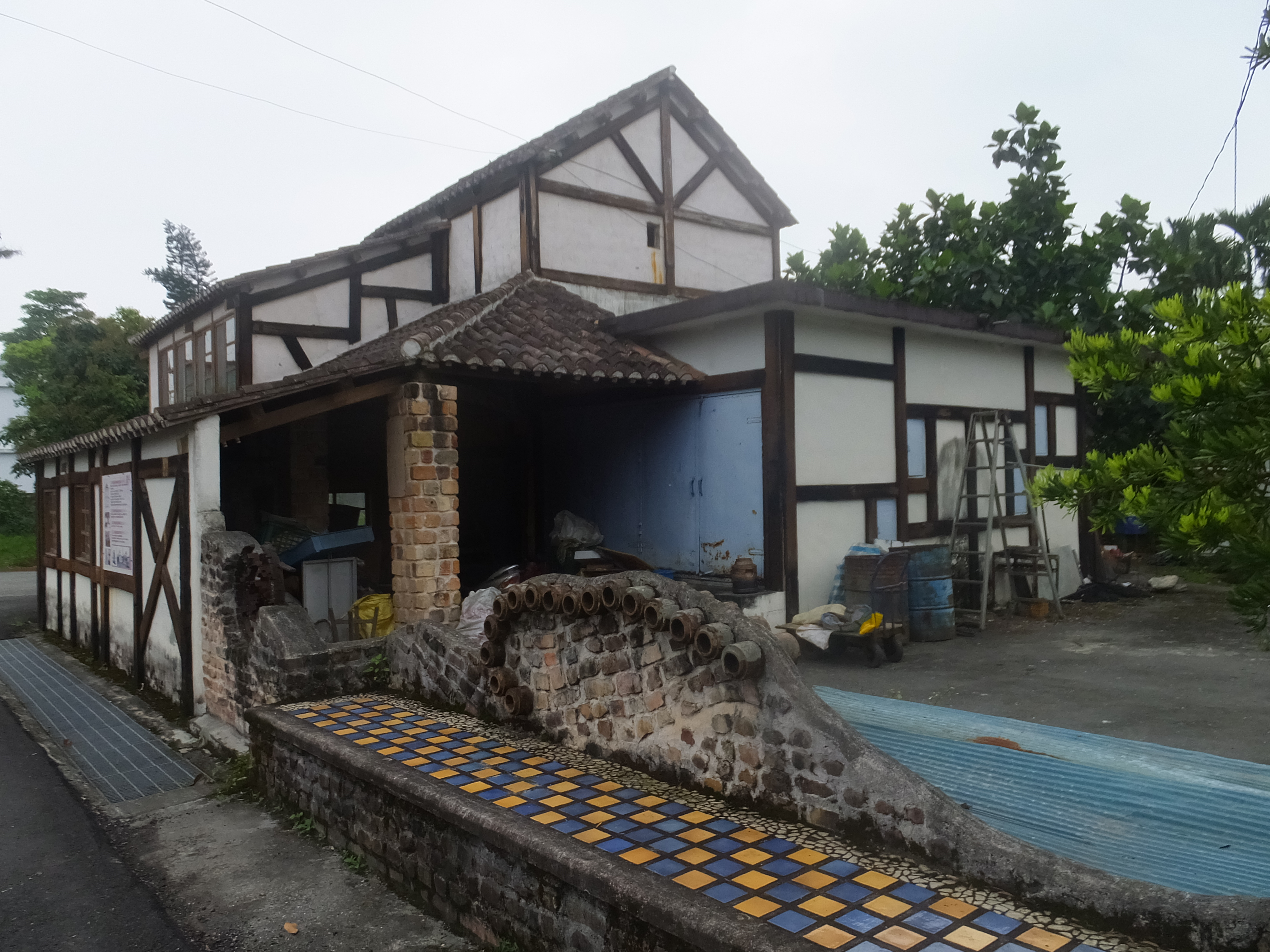
鳳林菸樓

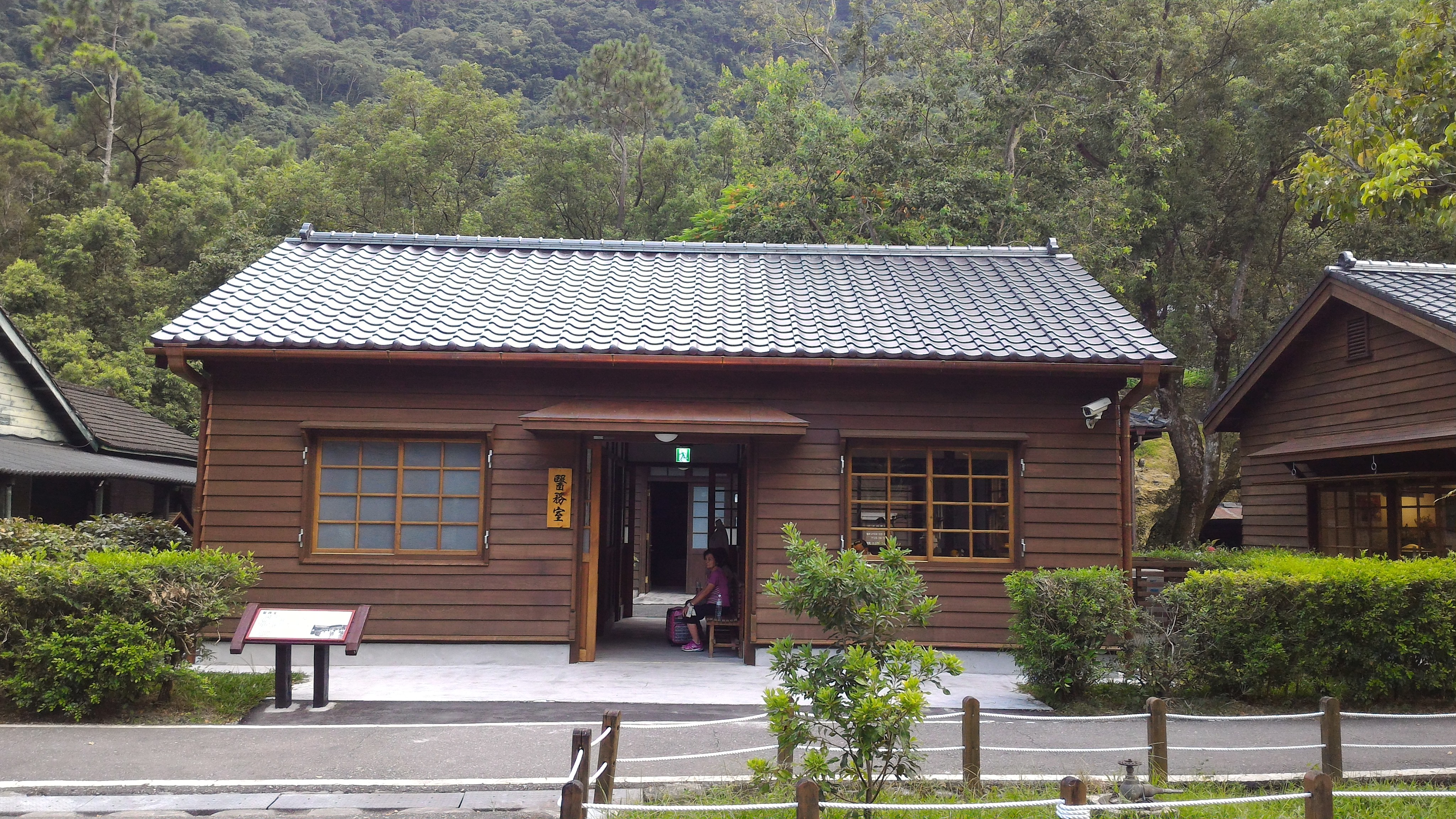
林田山林業文化園區 醫務室

主要農產為米、甘蔗、菸草、花生、地瓜。其他作物為柑橘、香蕉、咖啡、苧麻。林業方面，主要由台灣興業株式會社和日本アルミニウム（鋁）株式會社開採森林資源。其他主要公司如下：
- 鳳林信用組合
- 林田信用購賣販買利用組合
- 馬太鞍信用組合
- 瑞穗信用購賣販買利用組合
- 瑞穗產業株式會社
- 新社畜牛販賣利用組合
- 貓公牛畜販賣利用組合
- 花蓮港電氣株式會社鳳林出張所
- 馬太鞍電氣購買組合
- 鳳產製糖株式會社
- 住田物產株式會社花蓮港珈琲農場
- 花蓮港製糖所大和工場（今 花蓮光復糖廠）
- 花蓮港製糖所鳳林農場
- 花蓮港廳農會柑橘試驗園

## 移民村
- 林田村（官營移民）
- 瑞穗村